# 奧揚區
奧揚區是非洲中部國家烏干達的111個區之一，由北部區負責管轄，首府是奧揚，距離利拉約73公里，主要的經濟產業有自給農業和畜牧業，2010年人口估計為340,000。

## 外部連結
- Oyam District Information Portal

02°14′N 32°23′E / 2.233°N 32.383°E